# Falsatimura
Falsatimura is een kevergeslacht uit de familie van de boktorren (Cerambycidae). De wetenschappelijke naam van het geslacht werd voor het eerst geldig gepubliceerd in 1926 door Pic.

## Soorten
Falsatimura is monotypisch en omvat slechts de volgende soort:
- Falsatimura grisescens Pic, 1926